# Lucy Heij
Lucy Heij (Bergambacht, 15 mei 2006) is een voetbalspeelster uit Nederland. Ze speelt als verdediger voor Feyenoord.

## Clubcarrière
Heij kwam in haar jeugdjaren uit voor VV Bergambacht en Excelsior Rotterdam. Sinds het seizoen 2021/22 maakt Heij onderdeel uit van het team van Jong Feyenoord.
Op 27 januari 2024 maakte Heij haar debuut voor Feyenoord in de Vrouwen Eredivisie in een thuiswedstrijd tegen FC Twente door in de basis te starten. Heij verving ploeggenote Justine Brandau die vanwege een schorsing afwezig was. Op 4 juni 2025 tekende Heij haar eerste profcontract in Rotterdam-Zuid tot medio 2026.

## Statistieken
| Seizoen | Club      | Competitie | Competitie | Competitie | Beker | Beker | Overig | Overig | Totaal | Totaal |
| Seizoen | Club      | Competitie | Wed.       | Dlp.       | Wed.  | Dlp.  | Wed.   | Dlp.   | Wed.   | Dlp.   |
| ------- | --------- | ---------- | ---------- | ---------- | ----- | ----- | ------ | ------ | ------ | ------ |
| 2023/24 | Feyenoord | Eredivisie | 2          | 0          | 0     | 0     | 0      | 0      | 2      | 0      |
| 2024/25 | Feyenoord | Eredivisie | 3          | 0          | 1     | 0     | 0      | 0      | 4      | 0      |
| Totaal  | Totaal    | Totaal     | 5          | 0          | 1     | 0     | 0      | 0      | 6      | 0      |

Laatste update: 4 juni 2025

## Interlandcarrière
Heij komt sinds 2024 als jeugdinternational uit voor Nederland -19.
1 Weimar ·
2 Waldus ·
4 Verspaget ·
5 Obispo ·
6 Brandau ·
7 Teulings ·
8 Pijnenburg ·
9 Koopman ·
10 Van de Westeringh ·
11 Henry ·
14 De Graaf ·
15 Koga ·
16 Van Eijk ·
17 Van der Sluijs ·
18 Heij ·
19 Haesakkers ·
20 Szymczak ·
21 Van Bentem ·
23 Itamura ·
24 Baptiste ·
25 Van de Lavoir ·
26 De Paus ·
27 DellaPeruta ·
28 Hulswit ·
33 Van Kerkhoven ·
42 Buabadi ·
Coach: Torny
Assistent-coach: Pieters
Assistent-coach: Tjaden
Keeperstrainer: Van der Kaaij